# Vršac
Vršac (v srbské cyrilici Вршац, maďarsky Versec, rumunsky Vârșeț) je město v srbské Vojvodině, v Jihobanátském okruhu, při srbsko-rumunské hranici. V roce 2011 mělo 35 701 obyvatel.

## Název
Název je slovanského původu a odkazuje na nedaleké vrchy (Vršačke planine), které se zvedají východně od města směrem až k hranici s Rumunskem. Do dalších jazyků byl převzat právě slovanský název. Vznikl z označení malého vrchu – vršce.

## Klimatické podmínky
Klima Vršace a okolního regionu je mírné s kontinentálním vlivem. Průměrný roční úhrn srážek je 550 mm a průměrná roční teplota zde činí 11,5 °C. Zimy jsou mírné a někdy sněžné, s průměrnou teplotou 2,1 °C; jara jsou krátká a deštivá, s průměrnou teplotou 11,9 °C, zatímco léta jsou poměrně dlouhá, suchá a horká, s průměrem 21,5 °C v měsíci červenci. Podzim je poměrně dlouhý, deštivý a mírný, s průměrem 12,1 °C pro začátek října.

## Poloha
Město se nachází blízko rumunské hranice. Stejně jako drtivá většina vojvodinských měst i Vršac se rozkládá v rovinaté krajině, ovšem v případě tohoto města na východě stoupající ve hřbet Vršačke planine. 27 km jihozápadním směrem se nachází přírodní rezervace Deliblatska peščara, 12 km severně se nachází státní hranice s Rumunskem.

## Historie
Oblast dnešního města je osídlená již od doby kamenné. Ve středověku se v této lokalitě nacházel hrad Érsomlyó. První písemná zmínka o městu Vršac pochází z roku 1427 za vlády Zikmunda Lucemburského. V 15. století je doložena existence slovanského obyvatelstva. Jejich sídlo, které je v srbských dokumentech označováno jako srpska varoš je jádrem samotného města. V následujícím století město obsadili Turci, kteří tudy pronikali dále na sever. Ti původní osadu zničili (v roce 1552) a zmocnili se v polovině století nedalekého hradu. Časté obléhání, ničení a váleční během 150 let turecké okupace v Uhrách vedly nejen k likvidaci původní vesnice, ale i hradu, z něhož zůstala stát jediná věž.
Později bylo sídlo obnoveno. Další pravoslavní Slované sem přišli po roce 1690 v souvislosti se Stěhováním Srbů.[zdroj?] Postupný rozvoj začal od 18. století, v řadě věcí mu pomohl příchod rakouské nadvlády po roce 1718. V této době sem také přišla (stejně jako do celé oblasti dnešní Vojvodiny německá komunita. Založila si vlastní osadu vedle samotného středu města (srbsky nemačka varoš) Byly položeny základy vinařství. Vznikla první škola, lékárna a pošta. Nejstarší do současné doby dochovaný pravoslavný kostel vznikl v roce 1756. Vinice jsou patrné na kopcích východně od města také na mapách prvního vojenského mapování. Na některých místech okolo města se navíc rozkládal močál. 

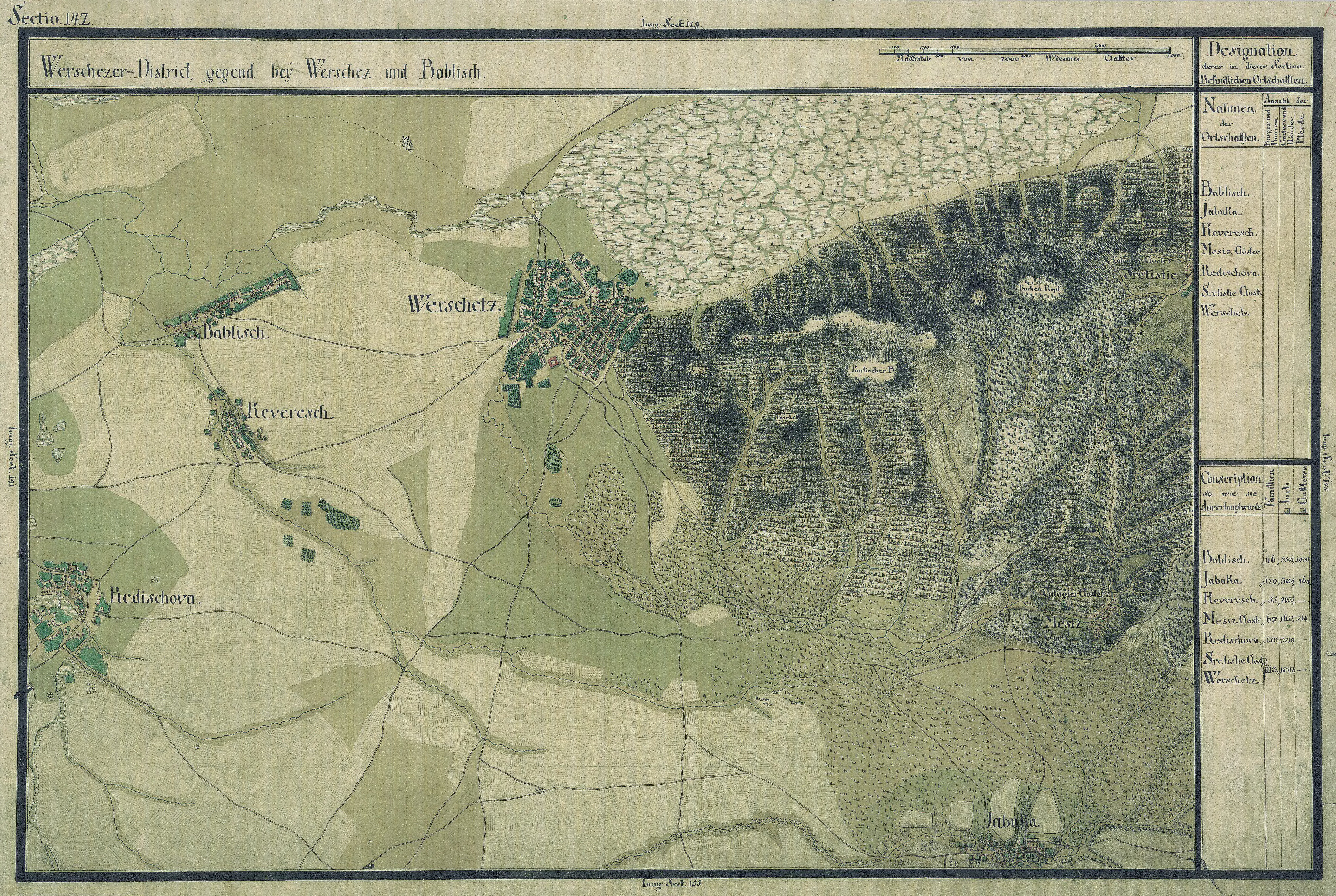
Město na josefínské mapě z konce 18. století

Na počátku 19. století byly ve středu města (tzv. srpske varoši) rozšířeny ulice. Velká přestavba byla uskutečněna z toho důvodu, aby se město vyhnulo neustálým požárům. Roku 1802 získal Vršac statut města s tržním právem (maďarsky mezőváros).
V revolučním roce 1848 se zde dne 11. července odehrála jedna z bitev povstání v Uhrách.
V polovině 19. století měl Vršac 15,5 tisíce obyvatel a byl jedním z nejlidnatějších sídel Temešské župy. Od 1847 zde byl první hotel (budova Konkordija), roku 1858 mělo město i železnici (trať Temešvár – Báziás), jako jedno z prvních na území současného Srbska. Podle tehdejších záznamů zde žilo deset tisíc lidí. Obyvatelstvo bylo národnostně smíšené; žili zde Němci, Maďaři a Srbové. Západní část města byla známá pod názvem Serbenstadt a východní jako Deutschenstadt. Výstavba kanálů v okolí Vršace vysušila močál. Na vrchol kopce nad městem vedla také křížová cesta.
V roce 1880 zde švýcarský obchodník Bernard Staub založil vinařství Helvécia a proslavil místní vína po celé Evropě. Roku 1882 bylo zřízeno dnešní městské muzeum a o pět let později také knihovna. V závěru století byly vydlážděny také některé ulice a zprovozněno veřejné osvětlení.
Součástí Království Srbů, Chorvatů a Slovinců (a později Jugoslávie) se stal Vršac v roce 1918. V meziválečném období město nezažilo silnější rozmach, nicméně díky přítomnosti německé komunity patřilo k ekonomicky silnějším na území tehdejší královské Jugoslávie. V roce 1920 zde bylo otevřeno kino. Mezi lety 1929 až 1941 byl Vršac součástí tzv. Dunajské bánoviny.
Během druhé světové války byly vyhnáni místní Židé, odvezeni transporty do koncentračních táborů a tam pobiti (holokaust). Za války v jednom z místních domů pobýval Josip Broz Tito, později se dům stal památkou. Po osvobození Vršace partyzánským vojskem a Rudou armádou[zdroj?] pobýval ve městě Josip Broz Tito a připravoval zde osvobození Bělehradu. Německé obyvatelstvo, které na počátku 20. století čítalo 13 tisíc lidí, bylo v roce 1944 s postupující partyzánskou a rudou armádou vyhnáno z města a dosídleno obyvatelstvem z celé tehdejší Jugoslávie. Němci byli po nějakou dobu internováni v táborech, poté se odstěhovali do Rakouska a do Německa. Před válkou měl Vršac 27 tisíc obyvatel. Na místo vyhnaných Němců přišli do Vršace noví kolonisté z oblastí centrálního Srbska, Slovinska a Bosny a Hercegoviny. Díky tomu tak podíl srbského obyvatelstva dosáhl v závěru 20. století zhruba sedmdesáti procent.

## Ekonomika
Vršac je v Srbsku znám především jako sídlo velké farmaceutické firmy Hemofarm. Společnost je hlavním iniciátorem místního technologického parku.
V okolí města se nacházejí četné vinice. Ve všech směrech (s výjimkou východu) se rozkládá velmi úrodná krajina panonské nížiny, která je intenzivně obdělávána. Produkuje se např. ryzlink vlašský.
V roce 2021 investovala česká společnost 15 milionů eur do výstavby nového závodu na automobilové součástky a plastové odlitky ve Vršaci.

## Kultura
Vršac má svoji městskou knihovnu. Působí zde i místní pobočka srbského Národního divadla, která nese jméno Steriji Popoviće. Městské muzeum bylo založeno roku 1882 a má 300 000 exponátů.

## Pamětihodnosti
Nachází se zde také největší katolický kostel v Srbsku. Dokončen byl v roce 1863. Novogotická stavba byla realizována během tří let podle projektu architekta Frigyese Schuleka.
Jako kulturní památka je dnes dochován také dům, ve kterém žil Jovan Sterija Popović. 
V blízkosti Vršace se nachází pravoslavné kláštery Mesić a Središte. Na vrcholu o výšce 681 m n. m. východně od města se nachází tzv. Vršacká věž (srbsky Vršačka kula), fortifikační stavba, resp. věž ze středověku.

## Doprava

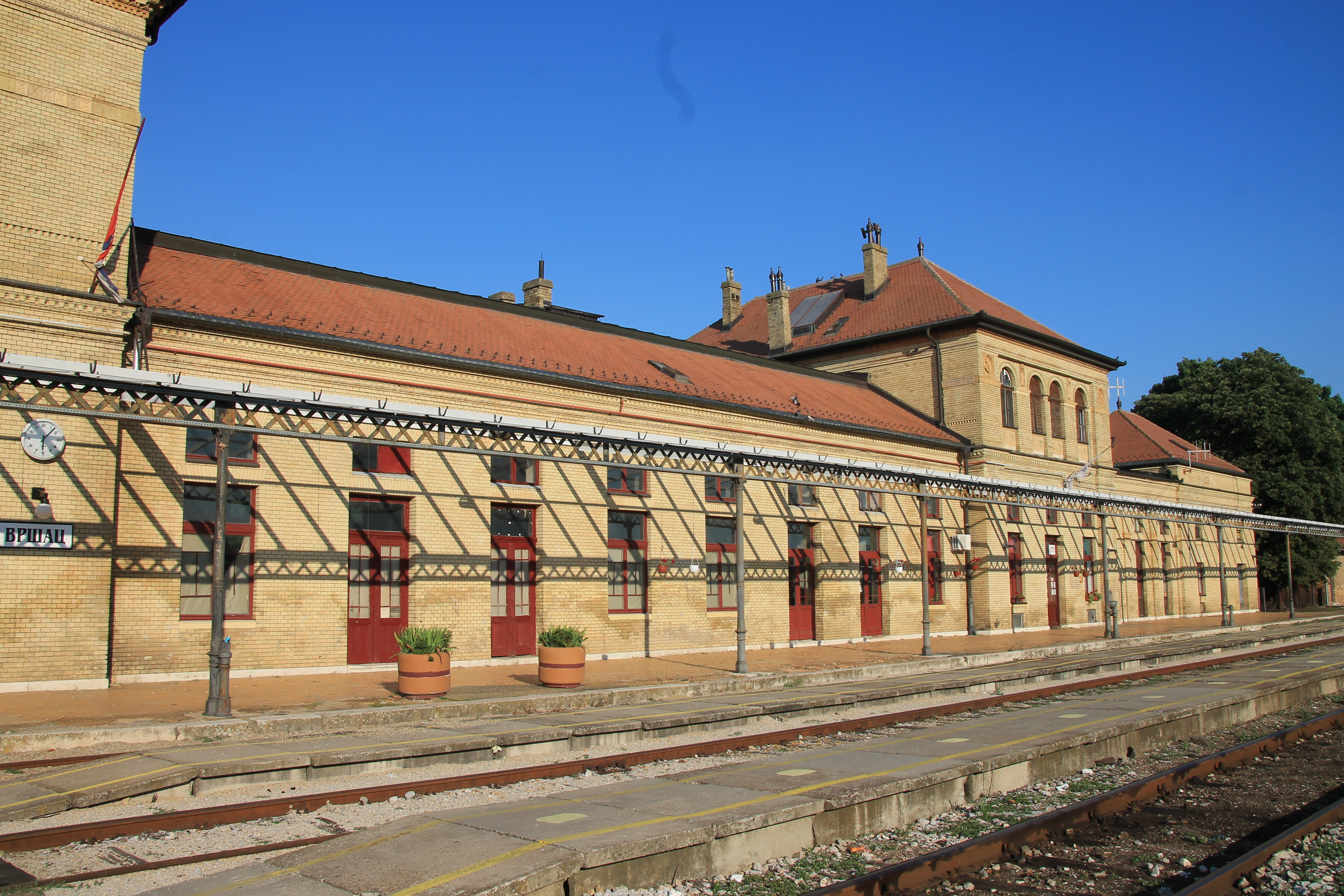
Železniční stanice Vršac

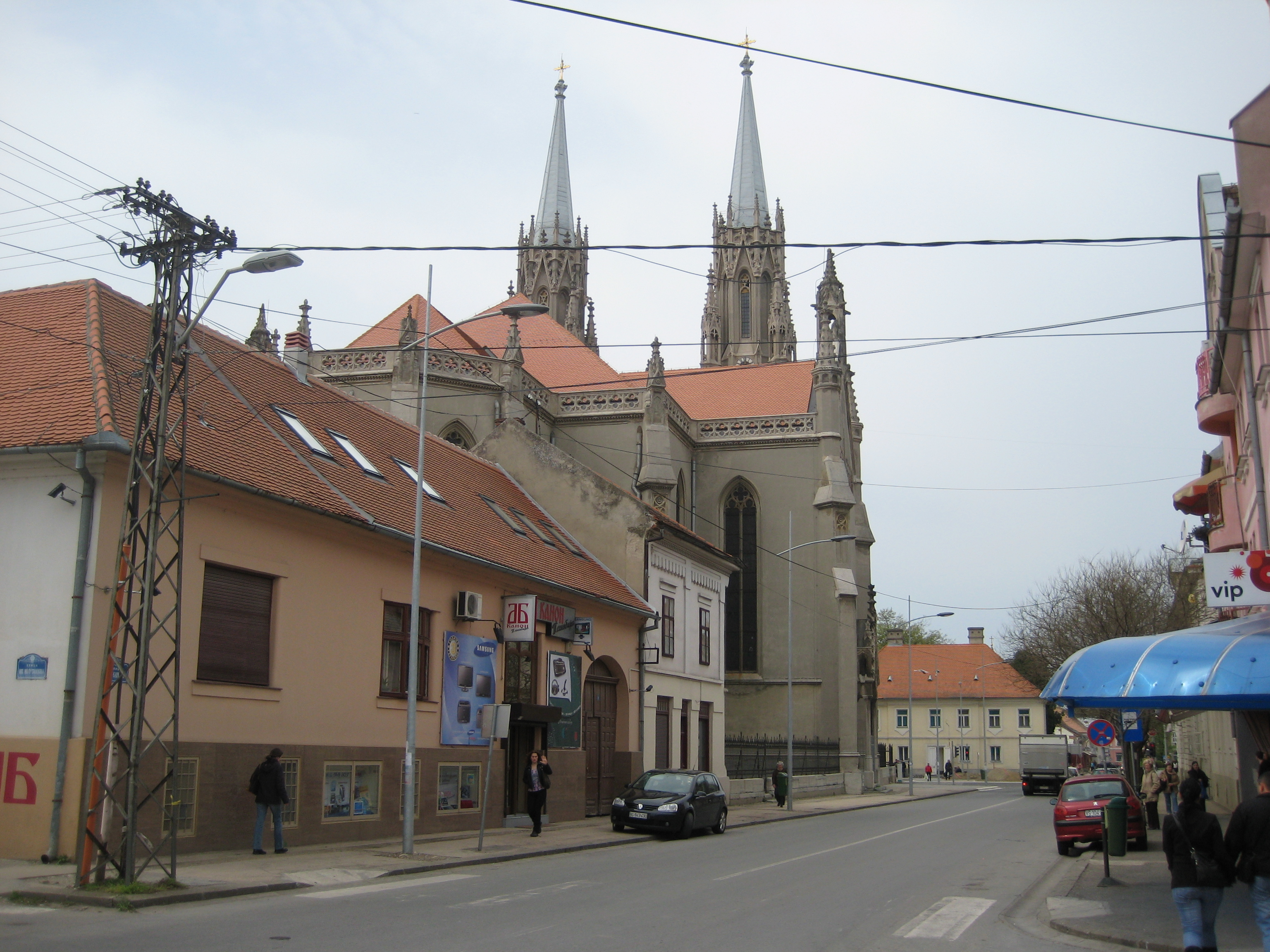
Střed města

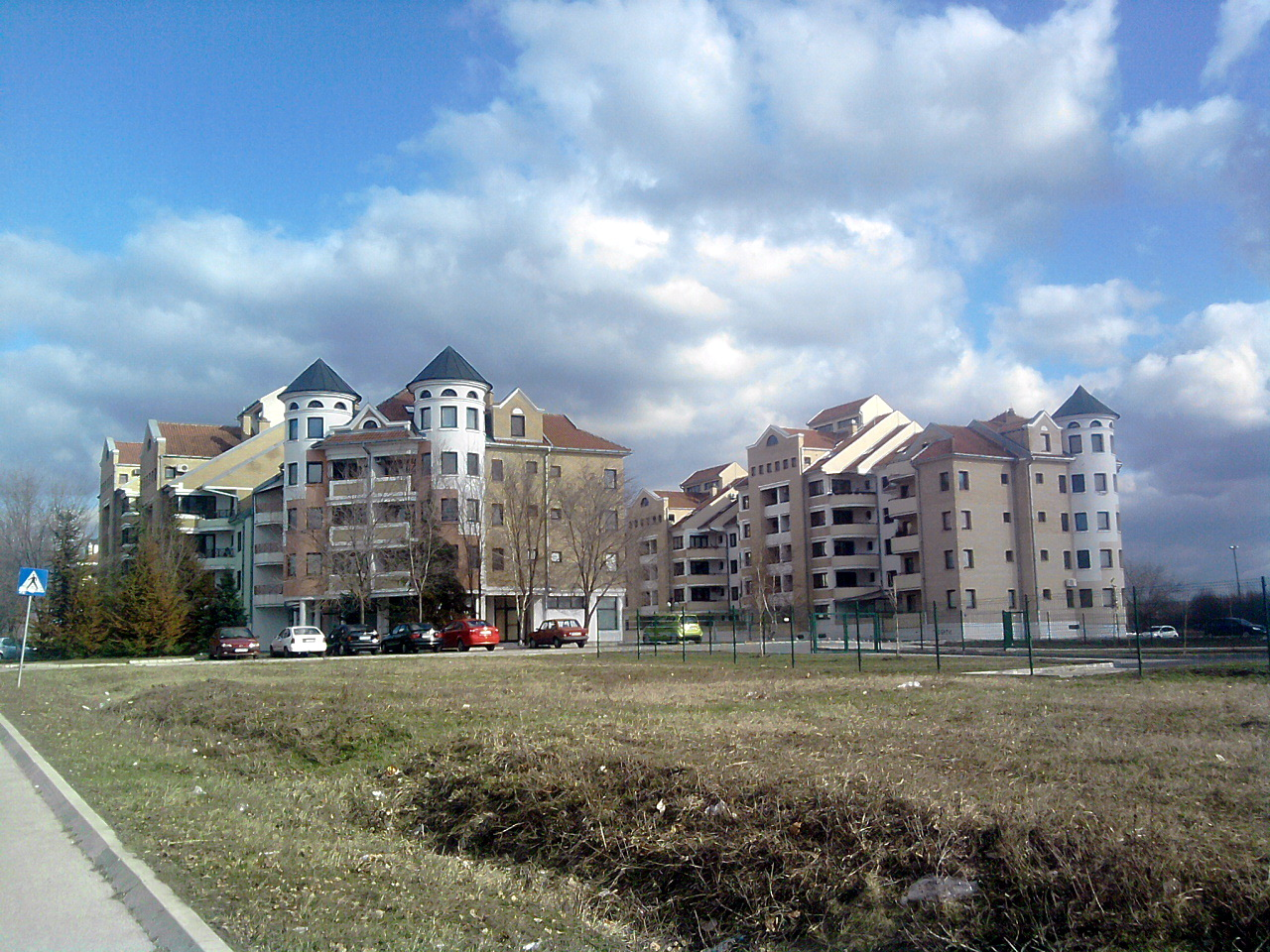
Nové bytové domy ve Vršaci

Město se nachází na silničním tahu Bělehrad – Arad. Směřují sem silnice celostátního významu č. 10 a 18, u první uvedené je částečně vedena obchvatem kolem města (k roku 2023 nebyl dokončený). Výhledově má městem vést dálnice z Bělehradu a Pančeva přes Vršac a dále na území Rumunska.
Železniční spojení má Vršac s Rumunskem, Bílou Cerekví (Železniční trať Zrenjanin – Bela Crkva), Bělehradem (Železniční trať Bělehrad–Vršac) a Zrenjaninem. Hlavní nádraží stojí v jižní části města, nedaleko areálu společnosti Hemofarm.

## Sport
V roce 2001 byla ve Vršaci otevřena sportovní hala Millenium Centar, která slouží např. pro basketbalová utkání. Městský fotbalový stadion má kapacitu 10 000 míst, nachází se při hlavním parku. Město má rovněž vlastní koupaliště s jezerem s vybetonovaným dnem.
Místní ženský basketbalový tým Hemofarm vyhrál celkem šestkrát srbský šampionát.
Z vrcholků východně od města bývá provozován paragliding.

## Zdravotnictví
Ve Vršaci se nachází nemocnice (založená roku 1956).

## Významní rodáci
- Dragiša Brašovan (1887–1965), srbský architekt[2]
- Johanna Jungmannová (1780–1855), manželka Josefa Jungmanna
- Boris Kostić (1887–1963), srbský šachový velmistr[2]
- Stevica Ristić (* 1982), severomakedonský fotbalista
- Döme Sztójay (1883–1946), maďarský generál a premiér
- Jovan Sterija Popović (1806–1856), srbský divadelník[2]
- Paja Jovanović (1859–1957), srbský malíř[2]
- Sultana Ciuk (1871–1935), operní pěvkyně[2]

## Partnerská města
- Banská Bystrica, Slovensko
- Trebinje, Bosna a Hercegovina
- Lugoj, Rumunsko
- Kriva Palanka, Severní Makedonie